# Tétra-
Pour les articles homonymes, voir Tétra.
Tétra- est un préfixe numérique tiré du préfixe grec τετρα- (tetra-), dérivé de τέσσαρες (tessares) signifiant quatre. 
Tetra- est la forme que prend en composition le nombre quatre ; sinon le dialecte attique a tettares (masculin et féminin) et tettara (au neutre) et le dialecte ionien hésite entre tessares (tessara au neutre) et tesseres (tessera au neutre). Tetra vient d'une racine reconstituée *kwetr (avec un r vocalique, distingué quand c'est possible par un signe diacritique sous le r) et le latin quatuor provient d'une même racine indo-européenne (en composition le latin a quadri d'où quadrilatère face à tétraèdre).

## Dérivé
Par ailleurs, le linguiste et helléniste français Pierre Chantraine n'explique pas vraiment, dans le mot trapeza (trapèze vient du diminutif trapezion) la forme réduite tra : trapeza signifie « table » et se décompose et remonte à *tra-ped-ya (tra=tetra ; ped ou pod signifie « pied », l'alternance de e avec o étant courante dans certaines langues indo-européennes anciennes ; le y note un i consonne). Le mot tétrapode est un doublet de trapèze d'une facture plus reconnaissable.